# Grande révolte illyrienne
La grande révolte illyrienne (ou révolte dalmato-panonienne) est une révolte des peuples d'Illyrie, les Dalmates menés par Baton de Dalmatie et les Pannoniens par Pinnes et Baton de Pannonie, entre l'an 6 et 9 de notre ère à la suite de la conquête romaine à la fin du siècle précédent.

## Révolte illyrienne
Après quinze années de paix relative, en l'an 6, l'ensemble du secteur dalmate et pannone reprend les armes contre le pouvoir de Rome : la raison en est l'incompétence des magistrats envoyés par Rome pour gérer la province. Ces envoyés impériaux avaient mis en place de lourdes taxes. L'insurrection commence dans la région sud-orientale de l'Illyrie avec les Dæsitiates commandés par un certain Bato, qui est rejoint par la tribu pannone des Breuces sous le commandement d'un certain Pinnes et d'un second Bato.
En raison de la crainte d'autres révoltes dans tout l'Empire, le recrutement de soldats devient problématique, de nouvelles taxes sont mises en place pour répondre à l'urgence. Les forces mises en œuvre par les Romains sont aussi importantes que lors de la deuxième guerre punique : dix légions et plus de quatre-vingts unités auxiliaires, ce qui équivaut à environ cent à cent vingt mille hommes.

## Campagne militaire romaine

### L'année 6

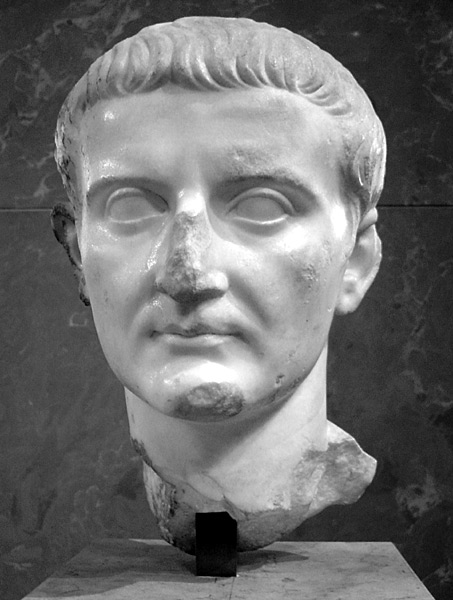
Un buste de Tibère conservé à Paris au musée du Louvre.

Tibère envoie ses lieutenants en avant-garde afin de débarrasser la route des ennemis au cas où ils auraient décidé de marcher contre l'Italie : Marcus Valerius Messalla Messallinus réussit à vaincre une armée de vingt mille hommes et se barricade à Sisak pendant qu'Aulus Cæcina Severus défend la ville de Sirmium afin d'éviter sa prise et il repousse Baton de Pannonie sur la Drave.
Tibère arrive sur le théâtre des opérations vers la fin de l'année lorsqu'une grande partie du territoire, à l'exception des places-fortes, est aux mains des rebelles. La Thrace entre aussi en guerre aux côtés des Romains.

### L'année 7

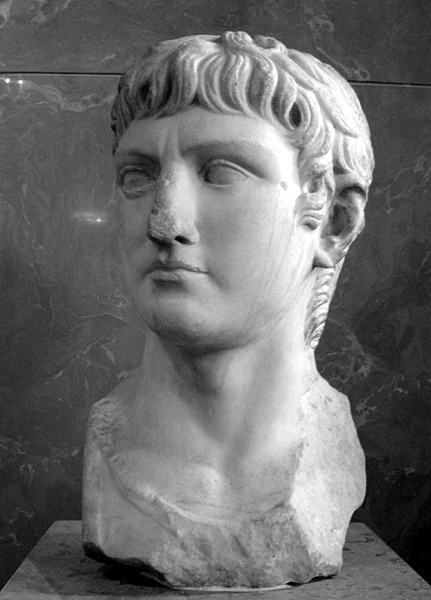
Buste de Germanicus (copie romaine en marbre d'un buste réalisé en l'an 4 à l'occasion de l'adoption de Germanicus par Tibère, Paris, musée du Louvre.

En l'an 7, inquiet par le fait que Tibère tarde à régler le conflit, Auguste lui envoie Germanicus en qualité de questeur ; le général, pendant ce temps, pense à réunir les armées romaines engagées dans la région le long de la rivière Save, afin de disposer de plus de dix légions.
De Sirmium, Aulus Cæcina Severus et Marcus Plautius Silvanus conduisent l'armée vers Sisak, éliminant les forces combinées des rebelles dans une bataille près des marais Volcées. Après avoir rejoint les forces armées, Tibère inflige des défaites successives à ses ennemis, rétablissant l'hégémonie romaine sur la vallée de la Save et consolidant les conquêtes obtenues grâce à la construction de plusieurs forts. 
En prévision de l'hiver, il sépare les légions, il en conserve cinq avec lui à Sisak et envoie les autres protéger les frontières.

### L'année 8
En l'an 8, Tibère reprend les manœuvres militaires et bat en août une nouvelle armée pannone. À la suite de la défaite, Baton de Pannonie trahit Pinnes en le livrant aux Romains mais il est par la suite capturé et exécuté sur ordre de Baton de Dalmatie qui prend également le commandement des forces de la Pannonie.
Un peu plus tard, Marcus Plautius Silvanus réussit à vaincre les Breuces de Pannonie qui étaient parmi les premiers à se rebeller. Débute alors l'invasion romaine en Dalmatie, Tibère dispose ses troupes pour être en mesure de lancer l'attaque finale de l'année suivante.

### L'année 9
En l'an 9, Tibère reprend les hostilités en divisant l'armée en trois colonnes et en mettant Germanicus à la tête de l'une d'entre elles. Alors que ses lieutenants mettent fin aux derniers foyers de rébellion, il part en Dalmatie à la recherche du chef de la rébellion Baton le Dalmate, se joignant à la colonne du nouveau légat Marcus Æmilius Lepidus.
Il le rejoint dans la ville d'Andretium où les rebelles se rendent, mettant fin au conflit après quatre ans de combats.

## Triomphe romain
Par cette victoire, Tibère est encore une fois acclamé imperator et il obtient le triomphe qu'il ne célèbre qu'un peu plus tard, alors qu'à Germanicus sont accordés les ornements triomphaux (ornamenta triumphalia).